# General Electric GE38
O General Electric GE38 é um motor de turbina a gás desenvolvido pela GE Aviation para aplicações turboélice e turboeixo. Este motor deve ser utilizado no Sikorsky CH-53K King Stallion como T408.

## Projeto e desenvolvimento
O GE27 foi desenvolvido no início da década de 1980 sob o programa "Motores de demonstração de tecnologia moderna" (em inglês:  Modern Technology Demonstrator Engines (MTDE)) subsidiado pela "Diretoria da Tecnologia Aplicada na Aviação" (em inglês:  Aviation Applied Technology Directorate) do Exército dos Estados Unidos. O GE27 foi o motor não bem sucedido que iria motorizar o Bell Boeing V-22 Osprey. O CFE CFE738 é baseado neste motor.
No final da década de 1980, a GE utilizou o GE27 como base para o desenvolvimento do motor civil GE38. O GE38 se tornou então o turboélice T407 em parceria com a Lycoming para ser utilizado no Lockheed P-7, com uma potência máxima de decolagem de 6.000 shp (4.475 kW). O programa do P-7 foi cancelado em 1990, assim como o motor. A versão civil do T407 foi o GLC38, que também não foi bem sucedido quando oferecido para aviões comerciais no início da década de 1990.
O novo T408 (GE38-1B) é o motor proposto para ser utilizado no helicóptero trimotor Sikorsky CH-53K King Stallion que será utilizado pela Marinha dos Estados Unidos. Este motor possui uma potência de 7.500 shp. O GE38 completou seus primeiros testes em solo em Maio de 2010. Dois motores de teste completaram mais de 1.000 horas de testes de solo em Novembro de 2011. Cinco motores de teste serão usados no programa de testes de 5.000 horas. A GE ofereceu também o motor para ser utilizado na lancha de desembarque da Marinha dos Estados Unidos.

## Variantes e aplicações
T407
- Lockheed P-7

T408 (GE38-1B)
- Sikorsky CH-53K

CPX38Versão turboélice proposta